# Kanül

A kanül

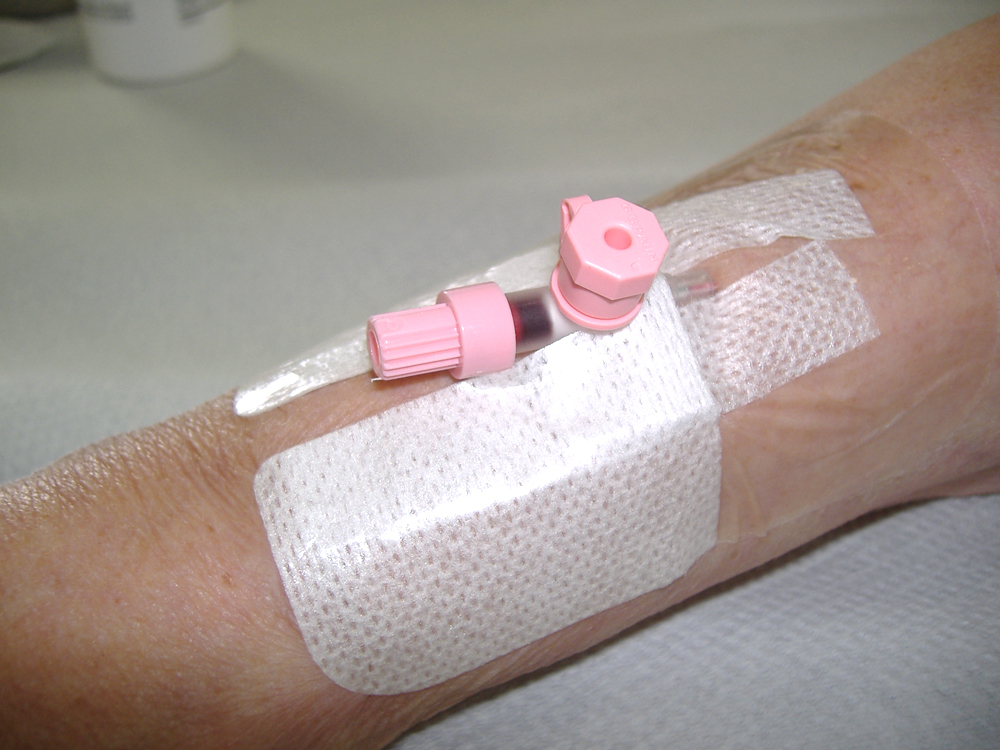
Perifériás vénakanül

A kanül (franciául canule) egy műanyagból vagy fémből készült orvosi eszköz, lényegében egy csöves eszköz, amelyet erekbe vagy testüregekbe helyeznek. Egyes kanülöket tűvel látnak el (pl. branül).

## A név eredete
A francia canule szóból származik amelynek magyar jelentése csövecske.

## Története[1]
A kanül eredetileg hosszúkás, üres, mindkét végén nyílt henger alakú sebészeti műszer volt. A különböző célok szerint különböző vastagságú, egyenes vagy görbített lehetett; készült ezüstből, acélból, újezüstből, keményített kaucsukból, szaruból, ritkábban fából.
Már a 20. század elején arra használták, hogy 
- 1. az üregekben meggyűlt folyadékokat (hasüregből, mellkasból, herezacskóból, tályogokból stb.) kiürítsék,
- 2. levegő bejutását lehetségessé tegyék (légcsőmetszésnél),
- 3. orvosszereket vagy folyadékokat a test üregeibe vagy szöveteibe bevezessenek (bőr alá fecskendésnél, üregek kimosásánál, húgyhólyag csapolásnál stb.)

## Fajtái
Számos fajtája létezik, így különösen
- perifériás vénakanül - erekbe helyezett kanül, vérminta vételére illetve infúziós folyadék vagy gyógyszer tartós beadására (pl. Branül)
- gégekanül - a gége eltávolítása után a beteg légzésének biztosítására; két, egymásba helyezhető csőből áll, amelyeknél a belső cső külön kivehető, cserélhető illetve tisztítható[2]
- hajlított kanül a női méh üregének öblítésére
- epidurális kanül - a gerincoszlop meghatározott helyére vezetett kanül, az érzéstelenítő oldat bejuttatására
- oxigén orrkanül - a belégzett levegő oxigéntartalmának dúsítására használják